# Bizzarrini Strada
Bizzarrini Strada (також 5300 GT Strada і 5300 GT) - італійський спортивний автомобіль, що вироблявся фірмою Bizzarrini S.p.A у 1965-1968 роках.

## Передісторія

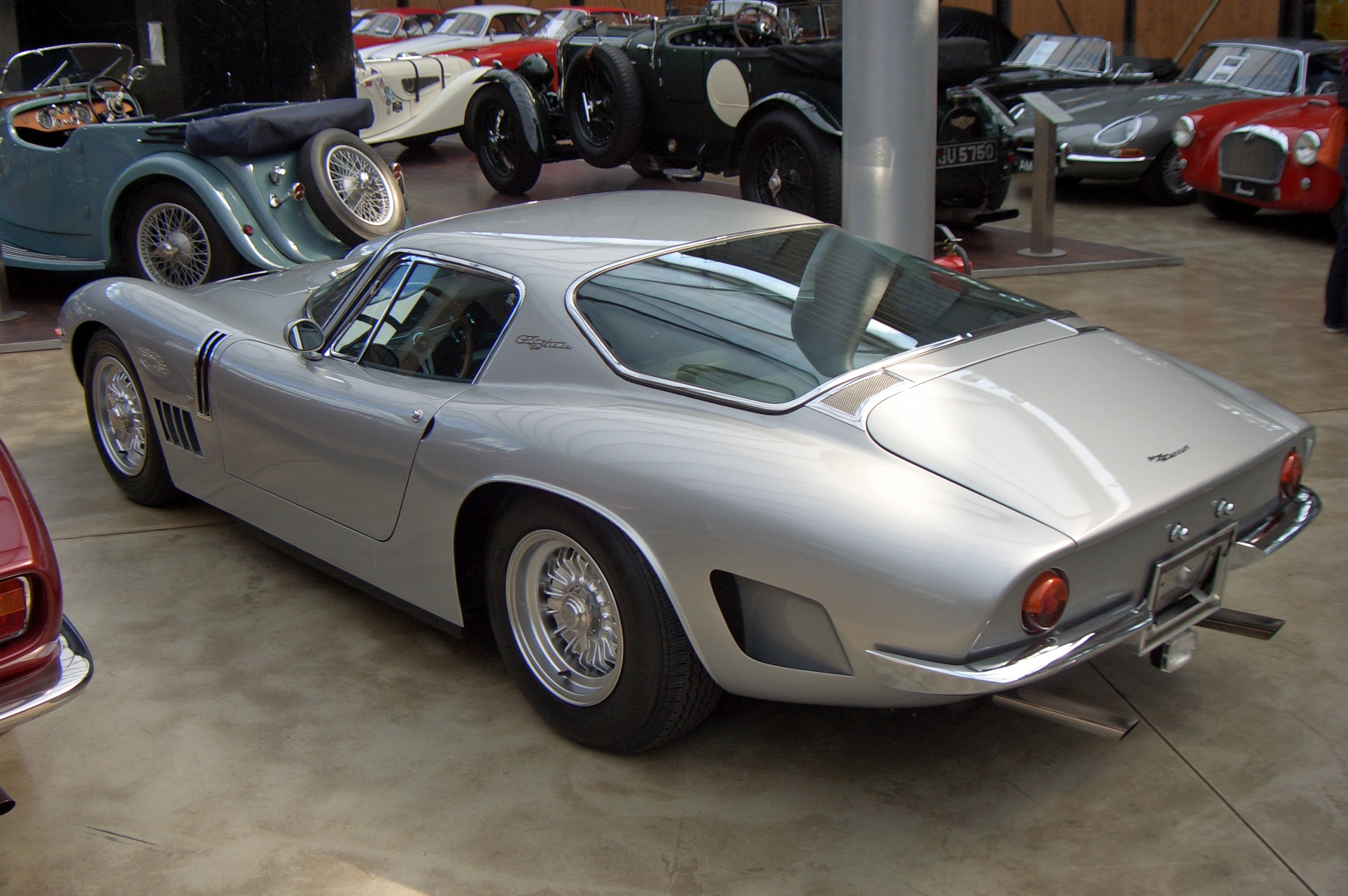

Як деяку компенсацію молодому талановитому конструктору Джотто Бідзаріні за те, що ім'я його так і не набуло всесвітньої популярності, йому доручили розробити спортивний варіант GT для Iso. Саме він умовив Ренцо Ріволту – директора Iso – у необхідності створення гоночної версії, мотивувавши це тим, що ім'я Феррарі після кожного гоночного уїк-енду можна зустріти на сторінках усіх світових газет. Ріволта погодився таким чином підняти престиж марки і склав з Бідзаріні договір, згідно з яким той ставав відповідальним за розробку форсованої версії: готував шасі, відправляв його Бертоні для встановлення кузова, а потім продавав автомобіль під маркою Iso Grifo A3 Lusso, отримуючи при цьому 3% кожен екземпляр. Машина в результаті вийшла дуже успішною.

## Опис
У 1964 році була зареєстрована фірма Societa Prototipi Bizzarini і перший її прототип виграв 24 години Ле-Мана у Grifo. Цього ж року закінчився термін договору з Ріволтою, і Джотто Бідзаріні викупив право на випуск полегшеної моделі Iso Grifo і став виробляти її на своїй фабриці під назвою Bizzarrini GT Strada. Фактично всередині ця машина залишилася незмінною: все той же форсований двигун з карбюратором Weber потужністю 364 к.с., незалежна важільно-пружинна передня підвіска з гідравлічними амортизаторами, дискові гальма із сервопідсилювачами, 4-ступінчаста МКПП від BorgWarner. Хіба що використовувалася зварна рама Iso Rivolta 300.
У свою чергу, зовні кузов зазнав значних змін: замість Бертоне над ним працював Джорджетто Джуджаро. Готові екземпляри були склопластикові чи алюмінієві. У версіях, підготовлених для гонок (Corsa), було зменшено заднє вікно та додані вентиляційні вирізи у задніх стійках даху; стандартна задня підвіска типу De Dion з циліндричними пружинами та поздовжніми штангами була замінена на незалежну; колісні диски, відлиті з алюмінієвого металу, кріпилися однією центральною гайкою.
За швидкістю автомобіль дещо програвав Ferrari 250 GTO, але коштував дешевше, що давало йому деякі переваги. Проте конкуренція була надто високою (головним суперником Bizzarrini GT Strada став Chevrolet Corvette), що й спричинило низькі продажі: всього 42 екземплярів за чотири роки.